# Urnenveldencultuur
De urnenveldencultuur is een benaming voor de late bronstijd van Midden-Europa, die duurde van ca. 1300 tot 950-920 v.Chr. en heeft betrekking op de relatief chronologische lagen Bz D t/m Ha B1. De urnenveldencultuur, gekenmerkt door bijzettingen van urnen op een urnenveld, volgde de grafheuvelcultuur op en werd opgevolgd door de eerste ijzertijdcultuur in Europa, namelijk de Hallstattcultuur.
De naam is afgeleid van het gebruik de doden te cremeren en de as in een urn te doen die dan begraven werd in een urnenveld. Er was geen sprake van een etnische of culturele eenheid, maar het begrip omvat verschillende lokale culturen. Men moet aannemen dat de veranderde begrafenisgewoonte het gevolg was van nieuwe religieuze voorstellingen, die zich over deze culturen verspreidden.
De cultuur kan onderverdeeld worden in verschillende lokale culturen, zoals de Midden-Donaugroep, Golaseccacultuur, Knovizcultuur, Proto-Villanovacultuur, Gavacultuur en Nederrijnse urnenveldencultuur.

## Urnenvelden

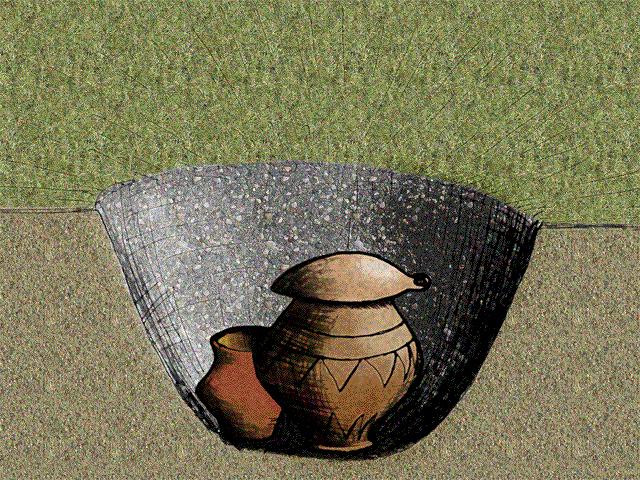
Urn

Het begrip urnenveld wordt gebruikt voor begraafplaatsen uit de late bronstijd tot de vroege en de midden-ijzertijd in Europa. De terreinen konden enkele hectaren groot zijn en tientallen, soms honderden graven tellen. Ze kunnen gedurende meerdere eeuwen in gebruik zijn geweest.
In deze periode werden overledenen gecremeerd. De as werd opgeslagen in urnen gemaakt van aardewerk uit rivierklei; ook werd de as wel in zakjes begraven of los uitgestrooid. De urnen werden begraven in een afgeperkt gebied. Elke urn werd individueel gemarkeerd door er een laag heuveltje op aan te brengen. Ook groef men er vaak een kringgreppel omheen (ook wel kringsloot genoemd, een soort grachtje) dat in grondsporen nog vaak goed te herkennen is. Het kwam ook voor dat urnen in een kuil terechtkwamen of, achteraf, in een oude grafheuvel werden bijgezet. Op urnenvelden vindt men vaak ook niet-gecremeerde doden. De betekenis hiervan is echter allesbehalve duidelijk.

## Nederrijnse urnenveldencultuur
In de huidige gebieden van Noordrijn-Westfalen, België en Nederland bevond zich de Nederrijnse urnenveldencultuur. De urnenvelden in deze regio zijn recenter dan in het oudste kerngebied in de Donau-regio, hetgeen verklaard is als het resultaat van een migratie vanuit Midden-Europa.

## Lausitzcultuur
Het oostelijke gebied van de urnenveldencultuur staat bekend als Lausitzcultuur. Deze is wel geïdentificeerd met de Veneti en met een verloren gegane taal die tussen het Germaans en Keltisch lag. Poolse geschiedskundigen zien daar graag een Vroeg-Slavische cultuur in, wat echter onder andere om taalkundige redenen onwaarschijnlijk is.

## Einde van de cultuur
Vanaf de 8e eeuw v.Chr. vindt men over een groot deel van Midden-Europa vondsten die als Thraco-Cimmerisch bekend staan, en invloed tonen uit de Pontische steppe. De benaming is afgeleid van de historisch bekende volkeren der Thraciërs en Cimmeriërs, waarmee een verband werd verondersteld. Deze verstoorden de bestaande handelsstructuren en introduceerden het grootschalige gebruik van ijzer, en daarmee het begin van de Europese ijzertijd. In de kernlanden van de urnenveldencultuur ontstond hierdoor de Hallstattcultuur, meestal geïdentificeerd met de vroege Kelten.